# Schlacht von Ishibashiyama
Die Schlacht von Ishibashiyama (jap. 石橋山の戦い, Ishibashiyama no tatakai) war eine der ersten Schlachten des Genpei-Kriegs und die erste Schlacht, in der Minamoto Yoritomo, der in weniger als zehn Jahren später der erste Shōgun werden sollte, Anführer der Minamoto-Streitkräfte war.

## Hintergrund
In seiner Kindheit war Yoritomo nach einer Auseinandersetzung zwischen Taira und Minamoto, der Heiji-Rebellion (1160) verschont geblieben. Beide Häuser waren aufstrebende Bushi-Häuser (Kriegerklasse), die im Auftrag des Kuge Polizeivollmachten und die Lokalverwaltung übernommen hatten, und schließlich immer mehr direkte Entscheidungsgewalt gewannen, da sich durch landwirtschaftlichen Fortschritt ähnlich wie in Europa die Macht an die lokalen Verwalter verteilte, die ihrerseits eigenmächtig Polizeitruppen und Vasallen ernannten. Taira no Kiyomori hatte den jungen Yoritomo verschont, weil er in ihm keine Bedrohung ansah, und ihn als Geisel in die Obhut eines Vasallen gegeben. Kurz nach Yoritomos Volljährigkeit brach er jedoch aus und wurde durch diesen Vasallen dabei sogar unterstützt.
In der Zwischenzeit hatten die Taira bereits die meisten Rivalen der Minamoto aus dem Weg geräumt, sodass sie nun gegen den herrschenden Kuge und den Tennō vorgingen. Sie zwangen den Takakura-Tennō zu Gunsten eines Taira als Nachfolger zum Rücktritt. Dies war Taira no Kiyomoris Enkel, der spätere Tennō und noch minderjährige Antoku (Seine Mutter war Kiyomoris Tochter). Der junge Prinz des bis dahin herrschenden Kuge (Hofadels), Prinz Mochihito war der Meinung, dass ihm der Thron gehöre, und verbreitete daraufhin im August 1180 ein Schreiben, in dem er die Unterstützung der verbleibenden Minamoto und anderer gegen die Vormacht der Taira einfordert. Er bevollmächtigte ihn, die Klans der Kantō-Ebene anzuführen. Das war der Anlass Yoritomos, sich spontan mit nur einer kleinen Truppe an Männern gegen den örtlichen Militärverwalter der Taira zu stellen. Als Kiyomori hörte, Yoritomo habe die Provinz Izu verlassen in Richtung des Hakone-Bergpasses, schickte er Ōba Kagechika um ihn aufzuhalten. Obgleich Yoritomos Ruf zu den Waffen auf viel Sympathie stieß, waren die umliegenden Klans doch zögerlich, sich offen Yoritomo anzuschließen. So konnte er in Ishibashiyama, wo er seine Standarte aufstellte, nur 300 Mann vereinen. Eine Truppe des Miura-Klans wurde durch einen Hochwasser führenden Fluss, dem Sakawa-Fluss, von einer Vereinigung abgehalten.

## Die Schlacht
Die Schlacht fand am 14. September 1180 im Südwesten des heutigen Odawara, Präfektur Kanagawa nahe Yoritomo's Festung bei Kamakura statt.
Kiyomori befahl eine Nachtattacke auf das Lager der Minamoto mit 3.000 Mann. Eine weitere Truppe mit 300 Mann unter Itō Sukechika umging das Lager und Griff von der Rückseite an. Die Verteidiger wurden jedoch von Truppenteilen der Taira-Streitkräfte unterstützt, die insgeheim treu zu den Minamoto standen und das Schlachtfeld im Dunkeln unterbrechen konnten, unbemerkt aufgrund von Dunkelheit und stürmischem Wetter. Jedoch war schon nach kurzer Zeit klar, dass die Minamoto sich aufgrund der schieren Überzahl zurückziehen mussten. Es gipfelte darin, dass die letzte Stellung ein hohler Baum gewesen sein soll, von dem man sagt, Yoritomo und nur ein Gefolgsmann hätten sich darin versteckt. Einer seiner geheimen Verbündeten soll ihn dort gefunden haben und ihm vom Schlachtfeld geschmuggelt haben.
Yoritomo floh am 28. September 1180 mit dem Schiff von Capa Manazuru in die Provinz Awa in der heutigen südwestlichen Präfektur Chiba.